# Ниялдагский хребет
Ниялдагский (Ниалдагский) хребет (азерб. Niyaldağ silsiləsi) — горный хребет в южной части Большого Кавказа. Расположен на территории Исмаиллинского района Азербайджана.

## Описание
Ниялдагский хребет параллелен Главному Кавказскому хребту. Высота хребта достигает 2100 м. Хребет расчленён притоками рек Гёйчай, Гирдыманчай и Ахсу.
Ландшафт местности лесистый и горно-луговой.
Хребет сложен из осадочных отложений мелового и палеогенового периодов.